# ジェレミー・フィッシャーどんのおはなし
『ジェレミー・フィッシャーどんのおはなし』 (The Tale of Mr. Jeremy Fisher;1906) は、ビアトリクス・ポター作のピーターラビットの絵本である。

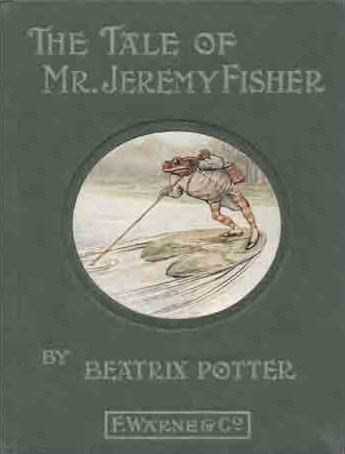

## あらすじ
池のそばに住むかえるのジェレミー・フィッシャーどんは、ある雨が降る日に夕食のメインディッシュとして小魚を釣りに行く事を思い立つ。そして5匹以上釣れたら友人のカメハメハ・カメ議長（カメでサラダ菜しか食べない）とアイザック・ニュートン卿（イモリ）を呼ぶ事にする。
そして雨合羽とゴム靴を身に着け、釣竿と魚篭を持って睡蓮の葉そっくりのボートを池に漕ぎ出す。しかし、1時間経っても魚は釣れず、退屈してきたフィッシャーどんは草の生えている所で雨宿りをしながら弁当のサンドイッチを食べる。
その後別の場所で竿を下ろすと、すぐに反応があった。フィッシャーどんが喜んで竿を上げると、釣れたのは小魚ではなく、トゲウオのジャック・シャープだった。

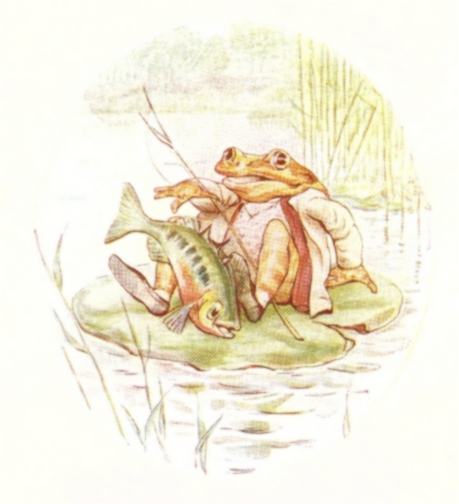

そしてフィッシャーどんはさんざん傷付けられたあげく、ジャック・シャープも水の中に戻ってしまい、しかもその様子を見ていた小魚たちに笑われてしまう。
そんな所に大きなマスがやってきてフィッシャーどんを水の中に引きずり込む。幸いフィッシャーどんの着ていた雨合羽の味がたいそう不味かったので、フィッシャーどんは食べられずに済んだが、雨合羽はぼろぼろになり靴と釣竿と魚篭はなくなってしまい、ボートも見失ってしまう。フィッシャーどんはもう釣りには行かない事を決意し、家に帰る。
そして、やってきた友人二人とテントウムシのソースをかけたバッタの丸焼きを食べた。